# Les jours où je n'existe pas
Pour plus de détails, voir Fiche technique et Distribution.
Les jours où je n'existe pas est un film français, réalisé par Jean-Charles Fitoussi en 2002.

## Synopsis
Le problème avec Antoine Martin, c'est qu'il n'existe qu'un jour sur deux. Et voilà qu'il rencontre Clémentine, vivante à temps plein.

## Fiche technique
- Titre original : Les jours où je n'existe pas
- Titre anglais : The Days When I Don't Exist
- Titre italien : I giorni in cui non esisto
- Réalisation : Jean-Charles Fitoussi
- Production : Jean-Charles Fitoussi, Jean-Philippe Labadie, Nathalie Eybrard
- Scénario : Jean-Charles Fitoussi d'après Le Temps mort de Marcel Aymé
- Photographie : Céline Bozon, Thierry Taïeb, Aurélien Devaux
- Prise de son : Yolande Decarsin, Erwan Kerzanet
- Montage : Pauline Gaillard
- Musique : Joseph Haydn

## Distribution
- Clémentine Baert : Clémentine
- Antoine Chappey : Antoine Martin
- Antoine Michot : Enfant-Antoine
- Luís Miguel Cintra : L'Oncle
- Serge Bozon : Serge
- Bernard Musson : Oncle Alfred
- Laure Barcilon : Laure
- Jeanine Seuzaret : Grand-mère
- Helmut Färber : Grand-père
- Valentine Vidal : Une jeune fille

## Distinctions

### Récompenses
- 2002 : Grand prix du festival Entre vues de Belfort
- 2002 : Prix Gérard Frot-Coutaz
- 2002 : Prix du meilleur long-métrage Cinemavvenire au festival du film de Turin

### Nominations
- 2002 : Cinéastes du Présent au Festival de Locarno
- 2003 : Festival du cinéma indépendant de Buenos Aires (BAFICI)